# Fédération internationale du sport scolaire
 (mai 2018).
 (avril 2018).
Si vous disposez d'ouvrages ou d'articles de référence ou si vous connaissez des sites web de qualité traitant du thème abordé ici, merci de compléter l'article en donnant les références utiles à sa vérifiabilité et en les liant à la section « Notes et références ».
 (septembre 2024).
La Fédération Internationale du sport scolaire (ISF) est un organisme international régissant le sport scolaire. Fondée en 1972, par 21 pays signataires alors tous européens, elle organise des concours internationaux pour encourager l'éducation par le sport et les athlètes étudiants. En 2018, Elle réunit 86 nations membres issus des cinq continents. Elle est membre de SportAccord et est reconnue par le Comité international olympique. Elle est basée à Anvers, en Belgique.
ISF se limite aux activités destinées aux enfants des écoles entre les âges de 14 à 18, contiguë au secondaire, et connus sous le nom de « cadets » ce qui la distingue de la Fédération internationale du sport universitaire qui régit le sport étudiant de 17 à 25 ans.
25 sports sont reconnus par la fédération, chacun organisant son propre championnat, avec une fréquence initialement prévue de tous les deux ans. Ils reçoivent le nom de « championnat du monde scolaire ISF » (ISF WSC). Les premières discipline à organiser de tels championnats sont le football et le volley-ball, tous deux en 1972, des championnats d'athlétisme, de basket-ball, de handball et de ski apparaissant un an plus tard.
La principale compétition organisée par l'ISF sont les Gymnasiades ou Jeux olympiques du sport scolaire - un événement dont la première édition s'est tenue en 1974 à Wiesbaden en Allemagne, avec comme discipline l'athlétisme, la gymnastique et des épreuves de natation.
Les autres événements majeurs sont des jeux continentaux tels que les Jeux scolaires Panaméricains (Pan American School Games), Euro Football Schools, Jeux asiatiques scolaires.

## World Events
Note : TBD signifie to be defined, soit « pas encore défini ».

### Gymnasiade
- Main Article : Gymnasiades

#### ISF World School Summer Games / Summer High School Games
| Edition | Year | City                 | Country                      | Date                     |
| ------- | ---- | -------------------- | ---------------------------- | ------------------------ |
| 1       | 1974 | Wiesbaden            | Allemagne de l'Ouest         | 23–28 September          |
| 2       | 1976 | Orléans              | France                       | 21–27 June               |
| 3       | 1978 | Izmir                | Turquie                      | 18–24 July               |
| 4       | 1980 | Turin                | Italie                       | 1 - 7 June               |
| 5       | 1982 | Lille                | France                       | 1 - 6 June               |
| 6       | 1984 | Florence             | Italie                       | 5 - 9 June               |
| 7       | 1986 | Nice                 | France                       | 2 - 7 June               |
| 8       | 1988 | Barcelone            | Espagne                      | 3–9 June                 |
| 9       | 1990 | Bruges               | Modèle:Country data Flanders | 20–27 May                |
| 10      | 1994 | Nicosia              | Chypre                       | 14–21 May                |
| 11      | 1998 | Shanghai             | Chine                        | 12 -19 October           |
| 12      | 2002 | Caen                 | France                       | 27 May - 3 June          |
| 13      | 2006 | Athènes/Thessaloniki | Grèce                        | 26 June – 3 July         |
| 14      | 2009 | Doha                 | Qatar                        | 7 – 12 December          |
| 15      | 2013 | Brasília             | Brésil                       | 28 November – 4 December |
| 16      | 2016 | Trabzon              | Turquie                      | 11–18 July               |
| 17      | 2018 | Rabat                | Maroc                        | 2 - 9 May                |

- 2018 consist of 16 sports :
- Athletics
- Gymnastics
  - Articstic Gymnastics
  - Rhythmic Gymnastics
  - Aerobic Gymnastics
- Swimming
- Archery
- Fencing
- Judo
- Karate
- Wrestling
- Chess
- Tennis
- Golf
- Petanque
- Boxing
- Surfing
- Cycling

#### ISF World School Winter Games / Winter High School Games
- World School Winter Games consist of :

1. World School Alpine Skiing Championship
2. World School Biathlon Championship
3. World School Curling Championship
4. World School Figure Skating Championship
5. World School Ski Freestyle Championship
6. World School Ski Jumping Championship
7. World School Snowboard Championship

| Edition | Year | City     | Country | Date            |
| ------- | ---- | -------- | ------- | --------------- |
| 1       | 2018 | Grenoble | France  | 5 - 10 February |

Source :

### ISF World School Combat Games
- 2017 World School Combat Games consist of 4 combat sports : Judo, Karate, Taekwondo and Wrestling. Boxing added them from 2019.
- In 2017 World School Combat Games, was compete 300 athletes from 6 countries (India,China, Russia, Brazil, UAE and France).
- World School Combat Games consist of :

1. World School Boxing Championship
2. World School Judo Championship
3. World School Karate Championship
4. World School Taekwondo Championship
5. World School Wrestling Championship

| Edition | Year | City     | Country | Date      |
| ------- | ---- | -------- | ------- | --------- |
| 1       | 2017 | Agra     | Inde    | 7–14 July |
| 2       | 2019 | Budapest | Hongrie | TBD       |

2017 Medal Table :
| Rang  | Nation              | Or | Argent | Bronze | Total |
| ----- | ------------------- | -- | ------ | ------ | ----- |
| 1     | Inde                | 42 | 27     | 9      | 79    |
| 2     | Brésil              | 20 | 12     | 6      | 38    |
| 3     | Russie              | 12 | 13     | 2      | 27    |
| 4     | Chine               | 10 | 11     | 8      | 29    |
| 5     | France              | 1  | 4      | 7      | 12    |
| 6     | Émirats arabes unis | 0  | 3      | 5      | 8     |
| Total | Total               | 85 | 70     | 37     | 192   |

Source :

### ISF World School Championships
- Main Article :World School Championships
- Until 2017, only 20 Sports have a separate World School Championship (WSC). Other sports exist in Games (Summer, Winter or Combat) and havent separate WSC.

| Number        | Event                                      | First Edition | Last Edition |
| Main Sports   | Main Sports                                | Main Sports   | Main Sports  |
| ------------- | ------------------------------------------ | ------------- | ------------ |
| 1             | World School Athletics Championship        | 1973          | 24th (2017)  |
| 2             | World Schools Cross Country Championship   | 1975          | 23th (2018)  |
| 3             | World School Swimming Championship         | 1991          | 12th (2017)  |
| Combat Sports |                                            |               |              |
| 4             | World School Sambo Championship            | 2018          | 1st (2018)   |
| Team Sports   |                                            |               |              |
| 5             | World School 3x3 Basketball Championship   | 2014          | 3th (2018)   |
| 6             | World School Basketball Championship       | 1973          | 24th (2017)  |
| 7             | World School Beach Volleyball Championship | 2011          | 4th (2017)   |
| 8             | World School Cricket Championship          | 2018          | 1st (2018)   |
| 9             | World School Flying Disc Championship      | 2019          | 1st (2019)   |
| 10            | World School Football Championships        | 1972          | 26th (2017)  |
| 11            | World School Futsal Championships          | 2007          | 5th (2018)   |
| 12            | World School Handball Championship         | 1973          | 24th (2018)  |
| 13            | World School Volleyball Championship       | 1972          | 23th (2018)  |
| Winter Sports |                                            |               |              |
| 14            | World School Alpine Ski Championship       | 1973          | 23th (2016)  |
| Other Sports  |                                            |               |              |
| 15            | World School Badminton Championship        | 1998          | 18th (2018)  |
| 16            | World School Orienteering Championship     | 1987          | 17th (2017)  |
| 17            | World School Sport Climbing Championship   | 2019          | 1st (2019)   |
| 18            | World School Table Tennis Championship     | 1991          | 15th (2018)  |
| 19            | World School Tennis Championship           | 1995          | 9th (2017)   |
| 20            | World School Triathlon Championship        | 2013          | 3th (2017)   |

Source :
- http://www.snowsports.ie/events/schools-isf-.214.html - Ski

## Reginal Events

### Pan American School Games
| Edition | Year | City    | Country | Date        |
| ------- | ---- | ------- | ------- | ----------- |
| 1       | 2013 |         |         |             |
| 2       | 2015 |         |         |             |
| 3       | 2017 | Aracaju | Brésil  | 6 - 13 June |

Source :

## Weblinks
- ISF-Sports
- Jugend trainiert für Olympia